# Spider-Man (jogo eletrônico de 2002)
Spider-Man é um jogo de ação e aventura de 2002 baseado no filme de 2002 de mesmo nome. Foi lançado para PlayStation 2, Xbox, GameCube, Microsoft Windows e Game Boy Advance em 16 de abril de 2002, na América do Norte (duas semanas antes do lançamento do filme), e 7 de junho na Europa. A versão para Game Boy Advance foi posteriormente relançada e empacotada no cartucho Twin Pack com Spider-Man 2 em 2005. Publicado pela Activision, as versões para console foram desenvolvidas pela subsidiária Treyarch, recentemente adquirida pela empresa, que havia portado o Spider-Man de 2000 da Neversoft para o Dreamcast. A LTI Gray Matter desenvolveu a versão para Microsoft Windows (também portou o jogo Neversoft no ano anterior) e a Digital Eclipse desenvolveu a versão para Game Boy Advance.
O jogo segue principalmente a história de sua contraparte cinematográfica, mas expande várias cenas e pontos da trama com vilões e locais adicionais ausentes do filme. Tobey Maguire e Willem Dafoe reprisam seus papéis como Homem-Aranha e Duende Verde, respectivamente, enquanto Bruce Campbell, que interpretou um locutor de ringue de luta livre no filme, narra o tutorial do jogo e os níveis de bônus.
Após o lançamento, o jogo foi recebido com uma resposta geralmente positiva dos críticos e rapidamente se tornou um best-seller. Os elogios foram centrados em sua apresentação, combate e mecânica da web, embora alguns tenham criticado sua curta duração, dublagem e controle de câmera. Após o sucesso do jogo, a Treyarch se tornou a desenvolvedora líder de todos os principais títulos do Homem-Aranha publicados pela Activision até 2008, incluindo as sequências Spider-Man 2, o jogo baseado no filme de 2004 de mesmo nome, e Spider-Man 3, o jogo baseado no filme de 2007 de mesmo nome.

## Jogabilidade
Assim como o jogo Spider-Man de 2000 e sua sequência de 2001, Spider-Man 2: Enter Electro, Spider-Man é um jogo de beat 'em up baseado em níveis, onde o jogador assume o papel do super-herói Spider-Man. Enquanto a maioria dos níveis são internos, há vários níveis definidos do lado de fora, entre os arranha-céus de Nova York, que exigem que o jogador use teias de prédio em prédio, pois cair abaixo de uma certa altura resultará em morte instantânea. Os níveis usam um sistema de pontuação que abrange mais aspectos, como "Tempo" (limpar o nível em um tempo definido), "Perfeito" (não sofrer dano/não ser detectado) e "Estilo" (usar o máximo de combos possível). Alguns níveis têm outros aspectos específicos, como "Segredos" (descobrir uma área secreta), "Combate" (derrotar todos os inimigos) e "furtividade" (permanecer sem ser detectado pelos inimigos). Os jogadores podem ganhar, dependendo da dificuldade, pontos ao completar essas tarefas. No modo fácil, cada bônus é de 500 pontos, o normal é de 700 e o herói é de 1000 cada.
As habilidades básicas são balançar, zipar, socar e chutar, esquivar, teia, trava de câmera e o Modo Web no Modo Avançado. Dependendo de como o jogador combina botões diferentes, ele terá resultados diferentes. Escalar paredes é automático e os jogadores também podem levantar objetos pesados e leves, como carros e cadeiras. Existem 21 combos diferentes, que são desbloqueados coletando Aranhas Douradas, com 4 controles de teia, cada um com um tipo de "atualização" para cada um. O jogo também apresenta segmentos furtivos, onde o Homem-Aranha pode se esconder nas sombras e permanecer sem ser detectado pelo inimigo. Embora o jogo seja principalmente em terceira pessoa, um código de trapaça permite que os jogadores alternem para a visão em primeira pessoa.
Completar o modo história em cada dificuldade desbloqueia bônus diferentes, ou seja, skins alternativas para o Homem-Aranha: completá-lo pelo menos no fácil desbloqueia Peter Parker em sua roupa civil e a fantasia de lutador do Homem-Aranha; no pelo menos normal, o design do protótipo de Alex Ross para o traje do filme Homem-Aranha (que também fará com que o Duende Verde tenha o design inicial de Ross durante as batalhas); e no pelo menos difícil, o Duende Verde. Ao contrário dos outros, o Duende joga completamente diferente do Homem-Aranha, substituindo suas habilidades baseadas na teia por armamento da Oscorp, como seu planador característico, bombas de abóbora e morcegos de lâmina. Se jogar como o Duende no modo história, enquanto os níveis permanecem inalterados, a narrativa é diferente e segue Harry Osborn enquanto ele se torna o Duende após a morte de seu pai e investiga uma trama secreta envolvendo a Oscorp, enquanto enfrenta outro Duende, que afirma ter sido contratado por Norman Osborn.
Mais skins de personagens podem ser desbloqueadas por meio de códigos de trapaça, como Shocker, Capitão George Stacy e, surpreendentemente, Mary Jane Watson, que também podem ser desbloqueadas inicialmente por meio de um código, mas foram descontinuadas em relançamentos devido às implicações lesbianistas percebidas em cenas em que o jogador (jogando como Mary Jane) se beijava com a Mary Jane do jogo.

## Trama
O gênio adolescente pária Peter Parker desenvolve habilidades sobre-humanas semelhantes às de uma aranha após ser mordido por uma aranha geneticamente alterada. Ele aprende a usar seus novos poderes na forma de um tutorial opcional, narrado por Bruce Campbell. Peter então decide usar seus poderes para ganho pessoal e entra em uma competição de luta livre; no entanto, ele é enganado em seu prêmio em dinheiro pelo promotor da luta. O promotor é então roubado por um ladrão, que Peter deixa ir por despeito. Pouco depois, Peter fica arrasado quando seu tio Ben é morto por um ladrão, que a polícia identifica como o líder da gangue Skulls. Peter rastreia e derrota o assassino em um armazém onde ele está se escondendo da polícia, apenas para descobrir que ele é o mesmo ladrão que ele deixou ir antes, que então morre após escorregar acidentalmente de uma janela. Lembrando das palavras de Ben de que "com grandes poderes vêm grandes responsabilidades", Peter jura usar seus poderes para lutar contra o mal e se torna o super-herói mascarado Homem-Aranha. Ele também consegue um emprego no Daily Bugle como fotógrafo após vender fotos suas como Homem-Aranha.
Enquanto isso, o CEO da Oscorp, Norman Osborn, e seus cientistas estão investigando a aparência deste novo herói. Ansioso para desenvolver seu soro "Super Soldado" de Melhorador de Desempenho Humano, cujos principais objetivos já são exibidos pelo Homem-Aranha, Osborn envia robôs para capturá-lo, mas o Homem-Aranha os destrói. Mais tarde, o Homem-Aranha testemunha Shocker e o Abutre roubando uma joalheria e escapando separadamente. Indo atrás de Shocker primeiro, o Homem-Aranha o persegue pelos esgotos e até uma estação de metrô, onde o derrota. Não querendo deixar o Abutre fugir com sua parte do saque, Shocker diz ao Homem-Aranha que ele está se escondendo em uma velha torre de relógio. O Homem-Aranha sobe na torre, mas o Abutre tenta escapar. Após uma perseguição pela cidade, o Homem-Aranha finalmente derrota o Abutre no topo do Edifício Chrysler e o deixa, junto com o saque roubado, para a polícia encontrar.
Mais tarde, a Oscorp cria vários robôs em forma de aranha para capturar o Homem-Aranha. Ainda assim, eles acabam perseguindo Scorpion, que eles confundiram com o Homem-Aranha devido a ele também ter DNA de aracnídeo. Depois de retornar à estação de metrô para tirar fotos de seu local de batalha com Shocker, o Homem-Aranha encontra Scorpion e o ajuda a lutar contra os robôs-aranha. No entanto, um Scorpion cada vez mais paranoico ataca o Homem-Aranha, acreditando que ele está tentando levá-lo de volta aos cientistas que fizeram experimentos nele. Scorpion é derrotado, mas consegue escapar.
Enquanto isso, Osborn é demitido da Oscorp por não conseguir completar o soro do supersoldado a tempo. Ele decide testá-lo em si mesmo, levando à criação de uma personalidade alternativa psicopática: o Duende Verde. Ostentando uma armadura experimental, um planador e um arsenal de armas avançadas, ele ataca o Festival Anual do Dia da Unidade da Oscorp para se vingar daqueles que o demitiram. A amiga e paixão de Peter, Mary Jane Watson, é pega no caos, mas Peter intervém como Homem-Aranha e a resgata. Grata, ela o beija, assim como um robô aranha os fotografa de longe. O Homem-Aranha então luta contra o Duende, impedindo-o de machucar mais espectadores. Impressionado, o Duende oferece ao Homem-Aranha uma chance de se juntar a ele, mas este se recusa. O Duende então revela que plantou bombas cheias de gás mortal por toda a cidade e escapa enquanto o Homem-Aranha encontra e desarma as bombas.
(Apenas na versão para Xbox, Osborn mais tarde contrata Kraven, o Caçador, para capturar o Homem-Aranha. Atraindo-o para um zoológico, Kraven o envenena e o força a completar uma pista de obstáculos cheia de armadilhas mortais enquanto o caça. No final, o Homem-Aranha derrota Kraven e o deixa para a polícia, obtendo um antídoto para o veneno no processo).
Após outra batalha com o Duende, o Homem-Aranha estuda uma peça do equipamento do vilão que ele recuperou e descobre que a Oscorp o fabricou. Infiltrando-se no prédio da Oscorp para investigar mais, ele evita ser detectado pela segurança enquanto segue para os laboratórios secretos, onde descobre armas químicas sendo feitas e um robô gigante, e neutraliza ambos. O Homem-Aranha então chega ao escritório de Osborn e descobre que o Duende sabe sobre Mary Jane depois de ver a fotografia dela o beijando. Deduzindo que o Duende sequestrou Mary Jane para atraí-lo, o Homem-Aranha escapa da Oscorp e persegue o Duende até a Ponte Queensboro, onde resgata Mary Jane e derrota o vilão. O Duende se desmascara como Osborn e, em uma tentativa final de matar o Homem-Aranha, acidentalmente é empalado por seu planador. Antes de morrer, Osborn pede ao Homem-Aranha para não revelar sua identidade como o Duende para seu filho Harry. O Homem-Aranha tenta revelar sua identidade para Mary Jane, mas para quando ela o beija. O Homem-Aranha então termina o jogo com uma quebra da quarta parede, dizendo ao jogador para "sair e brincar".

## Desenvolvimento
A Activision disse que Spider-Man foi uma das suas cinco franquias mais vendidas na América do Norte em 2002. A versão do jogo para PlayStation 2 foi classificada em sétimo lugar em vendas entre os títulos de jogos eletrônicos lançados em 2002 nos Estados Unidos, que foi dominado principalmente pelos títulos Grand Theft Auto. O jogo fez parte das coleções Greatest Hits do PlayStation e Platinum Hits do Xbox.
O Spider-Man foi desenvolvido em 18 meses, em comparação com 2 anos de desenvolvimento para sua sequência, Spider-Man 2. O jogo foi projetado para ser linear ou baseado em missões. E a mecânica de balanço de teias era básica em comparação com sua sequência, com fios disparando para o céu sem se prender a nada.
O jogo foi inspirado no filme do Spider-man de 2002 quando se tratava de balanço de teias. Eles desenvolveram o jogo ao mesmo tempo em que o filme foi feito, o que significava que os designers do jogo não teriam conseguido assistir ao filme inteiro até que ele estivesse concluído.

## Recepção
As análises críticas para o jogo foram positivas. A GameRankings deu a ele uma pontuação de 78% para a versão Game Boy Advance, 76% para a versão GameCube, 75% para a versão do windows, 76% para a versão do PlayStation 2, 78% para a versão Xbox; e da mesma forma, a Metacritic deu a ele uma pontuação de 77 de 100 para a versão GameCube,  75/100 para a versão do windows, 76/100 para a versão do PlayStation 2, e 79/100 para a vesão do Xbox.
Muitos críticos na época o consideraram o melhor jogo do Homem-Aranha. No entanto, as críticas recaíram sobre os níveis internos, na voz de Tobey Maguire e a câmera ruim, bem como o fato de ser muito curto e poder ser facilmente concluído em 3 horas. The Cincinnati Enquirer deu ao jogo quatro estrelas de cinco e afirmou que "valia a pena escalar as paredes por ele".
Em julho de 2006, a versão do Spider-Man para PlayStation 2 vendeu 2,1 milhões de cópias e arrecadou US$ 74 milhões nos Estados Unidos. A Next Generation o classificou como o 15º jogo mais vendido lançado para PlayStation 2, Xbox ou GameCube entre janeiro de 2000 e julho de 2006 naquele país. As vendas combinadas de jogos de console do Spider-Man lançados na década de 2000 atingiram 6 milhões de unidades nos Estados Unidos em julho de 2006. A versão para PlayStation 2 também recebeu um prêmio de vendas "Platinum" da Entertainment and Leisure Software Publishers Association (ELSPA), indicando vendas de pelo menos 300.000 cópias no Reino Unido.As versões para GameCube e Xbox venderam mais de 400.000 cópias cada. Essas altas vendas permitiram que o jogo entrasse nos "Best-Sellers" de cada console (PlayStation 2's Greatest Hits, GameCube's Player's Choice e Xbox's Platinum Hits). Ele foi recentemente promovido para "Best of Platinum Hits" no Xbox. Nos Estados Unidos, sua versão para Game Boy Advance vendeu 740.000 cópias e arrecadou US$ 23 milhões até agosto de 2006. Durante o período entre janeiro de 2000 e agosto de 2006, foi o 30º jogo mais vendido lançado para Game Boy Advance, Nintendo DS ou PlayStation Portable naquele país..